# Julio
En el calendario gregoriano, julio es el séptimo mes del año y tiene 31 días. Originalmente este mes era el quinto del primitivo calendario romano y su nombre era Quintilis. En un principio tenía 36 días, número que fue reducido a 31 por el rey Rómulo, disminuido a 30 por el segundo rey de Roma Numa, y finalmente aumentado a 31, cantidad que tiene actualmente, por el dictador romano Julio César. En homenaje al mismo (Iulius Caesar, en latín) que había nacido el día 13 del mes, fue renombrado por Marco Antonio como "Iulius", de donde deriva "Julio".
En iconografía se le representaba bajo la figura de un joven de carnes bronceadas por el sol y con los cabellos coronados de espigas.
Julio es el período tradicional conocido como "mes de la cerca", la temporada cerrada para los ciervos en Inglaterra. El 31 de julio finaliza el Trinity Term del Tribunal Superior de Justicia de Inglaterra. También es el tiempo en que se celebran las elecciones para la Cámara de Consejeros de Japón, que se celebra cada tres años y reemplaza la mitad de sus escaños.

## Acontecimientos en julio

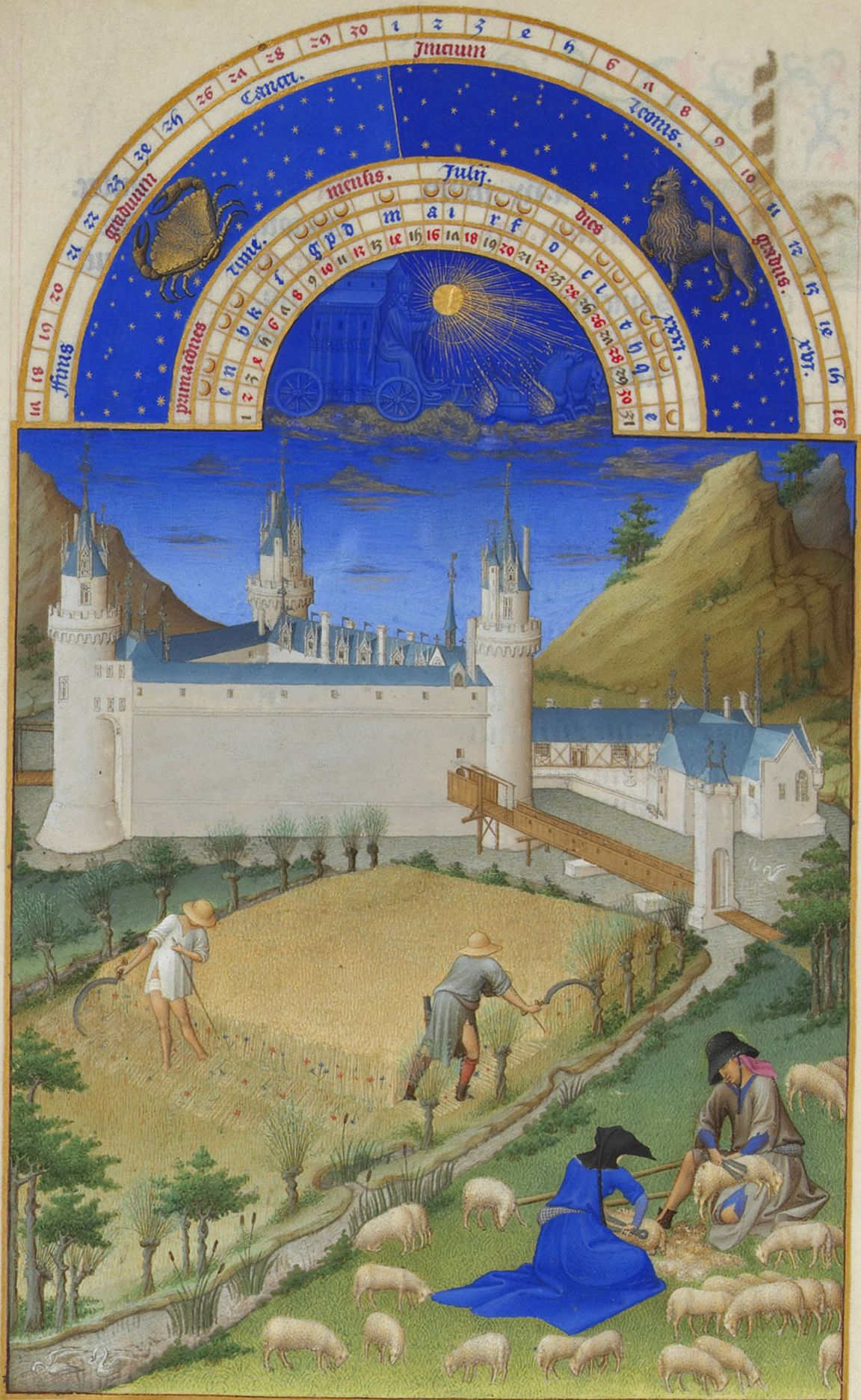
Julio en Las muy ricas horas del duque de Berry, principios del

- En julio, se hace un receso en el año escolar dando paso a las vacaciones de verano en el hemisferio norte y las vacaciones de invierno en el sur. Esto ocurre generalmente, la tercera y la cuarta semana de Junio (dependiendo del año). En la mayoría de establecimientos educacionales se separa el año escolar en dos semestres, por lo que, las primeras semanas de julio se da término al primer semestre y, la última semana, se da comienzo al segundo semestre (considerando el receso de las vacaciones).
- El primer domingo del mes en México se celebra el día del Señor del Calvario, en especial en los estados de Puebla y Veracruz; tiene como principal sede el santuario del Señor del Calvario en Tlacotepec de Benito Juárez.
- El 1 de julio: Día Nacional de Canadá.
- El 1 de julio: Día de la Independencia de Burundi.
- El 1 de julio: Día de la Independencia de Ruanda.
- El 3 de julio: Día Nacional de Bielorrusia.
- El 4 de julio se celebra el Día de la Independencia de los Estados Unidos.[3]
- El 5 de julio de 1811 se celebra la Declaración de Independencia de Venezuela.[4]
- El 6 de julio: Día Nacional de Malaui.
- El 6 de julio: Día Nacional de Comoras.
- El 7 de julio comienzan los Sanfermines en Pamplona.[5]
- El 7 de julio: Día de la Independencia de Islas Salomón.
- El 9 de julio se celebra la Independencia de Argentina.[6]
- El 9 de julio se celebra el Día de la Bandera en Chile.[7]
- El 9 de julio: Día Nacional de Palaos.
- El 9 de julio: Día de la Independencia de Sudán del Sur.
- El 10 de julio de 1973, se independiza Bahamas.[8]
- El 11 de julio: Día Nacional de Mongolia.
- El 11 de julio: Día Mundial de la Población, establecido por el Programa de las Naciones Unidas para el Desarrollo.
- El 12 de julio: Día Nacional de Kiribati.
- El 13 de julio: Día Mundial del Rock, conmemorando el mega concierto de rock "Live Aid".
- El 13 de julio: Día Nacional de Montenegro.
- El 14 de julio se celebra en Francia el aniversario de la Toma de la Bastilla.[9]
- El 15 de julio de 1971 la nacionalización del Cobre, en Chile, fue aprobada por el Congreso.
- El 15 de julio: Día Mundial de las Habilidades de la Juventud adoptado por la Asamblea General de las Naciones Unidas.
- El tercer miércoles del mes se celebra en México el Día de la Secretaria.
- El 16 de julio la iglesia católica celebra la festividad de la virgen del Carmen.
- El 17 de julio de 1955 se inaugura el Disneyland Resort en Anaheim, California.[10]
- El 18 de julio el Día Internacional de Nelson Mandela[11] establecida por la Asamblea General de las Naciones Unidas.
- El 18 de julio de 1936 comienza la guerra civil española.[12]
- El 19 de julio de 1979 se realiza la Revolución Sandinista, que puso fin a la dictadura somocista en Nicaragua.[13]
- El tercer domingo del mes se celebra en México el Día del Perro. [14]
- El 20 de julio se celebra el día del Indio en Honduras en honor a Lempira.[15]
- El 20 de julio se celebra la Independencia de Colombia.[16]
- El 21 de julio de 1969 Neil Armstrong pisa la Luna y se convierte en el primer hombre en la historia en lograr este hito.[17]
- El 21 de julio: Día Nacional de Bélgica.
- El 23 de julio de 1952 nace la Revolución egipcia.[18]
- El 24 de julio de 1783 nace en Caracas, el Libertador Simón Bolívar.
- El 25 de julio de 1537 se funda la ciudad de Santiago de Guayaquil.
- El 25 de julio: Día Nacional de Puerto Rico.
- El 26 de julio de 1953 un puñado jóvenes emprende el asalto a los cuarteles de Moncada y Bayamo, comenzando así lo que más tarde se denominaría la Revolución Cubana.[19]
- El 26 de julio de 1847 se independiza Liberia.[20]
- El 26 de julio: Día Internacional de Conservación del Ecosistema de Manglares.
- El 28 de julio de 1821 se celebra la Declaración de Independencia del Perú.[21]
- El 27 de julio: Festividad del Santo Pantaleon de Nicomedia patrón de la Medicina.
- El 28 de julio: Día Mundial contra la Hepatitis conmemorando el nacimiento del Dr. Baruch Blumberg.
- El 29 de julio la iglesia católica conmemora la festividad de Santa Marta
- El 30 de julio: Día Nacional de Vanuatu.
- El 30 de julio: Día Internacional de la Amistad / Día del Amigo establecido por la Asamblea General de las Naciones Unidas.

## Otros datos
- Para la Iglesia católica, este mes está dedicado a la Preciosa Sangre de Cristo.[22]
- En México se lleva a cabo la peregrinación al Santuario del Señor del Calvario en Tlacotepec de Benito Juárez, en el estado de Puebla; los fieles llegan caminando, en bicicleta, motocicleta o en caravana de autos, para llegar ante la imagen del Señor de Tlacotepec, el primer domingo de julio.